# Северный полюс-6
Северный полюс-6 (СП-6) — советская научная дрейфующая станция. Открыта 19 апреля 1956 года. С мая 1958 по май 1959 года на ней была воинская часть 06742 для содержания аэродрома.
В 1958 и 1959 годах на станции базировались высокоширотные воздушные экспедиции «Север-10» и «Север-11».

## Посадка и взлёт Ту-16
26 апреля 1958 года на ледовую полосу рядом со станцией впервые в мире сел реактивный бомбардировщик Ту-16 под командованием Героя Советского Союза полковника А. А. Алехновича. Однако при взлёте самолёт выехал за пределы взлётной полосы и врезался в Ли-2, экипаж не пострадал. Вскоре место ЧП заснял канадский самолёт-разведчик. После этого происшествия самолёты Ту-16 на ледовые аэродромы в Арктике больше не садились.

## Начальники
| Смена | Период руководства    | Ф. И.О.        |
| ----- | --------------------- | -------------- |
| 1     | 19.04.1956—19.04.1957 | К. А. Сычёв    |
| 2     | 19.04.1957—08.04.1958 | В. М. Дриацкий |
| 3     | 08.04.1958—12.04.1959 | С. Т. Серлапов |
| 4     | 12.04.1959—14.09.1959 | В. С. Антонов  |